# Babar : Les Aventures de Badou
 (décembre 2014).
Si vous disposez d'ouvrages ou d'articles de référence ou si vous connaissez des sites web de qualité traitant du thème abordé ici, merci de compléter l'article en donnant les références utiles à sa vérifiabilité et en les liant à la section « Notes et références ».
Pour les articles homonymes, voir Babar (homonymie).
Babar : Les Aventures de Badou (Babar and the Adventures of Badou) est une série télévisée d'animation franco-canado-luxembourgeoise en 65 épisodes de 11 minutes diffusée entre le 22 novembre 2010 et le 2 janvier 2015 sur YTV.
En France, elle a été diffusée à partir du 8 novembre 2010 dans TFOU sur TF1 et sur Disney Junior, et au Québec, à partir d'avril 2012 à la Télévision de Radio-Canada.

## Synopsis
Babar, le plus célèbre des éléphants, est de retour avec son petit-fils Badou pour de nouvelles aventures…

## Fiche technique
- Réalisation : Mike Fallows
- Scénario : Michael Stokes, Erika Strobel, Mireille Pertusot, Justine Cheynet, John Van Bruggen, Dale Schott, Mary Mackay-Smith, Annetta Zucchi, Catherine Cuenca…
- Sociétés de production : Nelvana, TeamTO, Luxanimation, TF1

## Voix

### Doublage français
Cette série ne reprend aucune voix de la précédente série de Babar.
- Pascal Casanova : Babar
- Max Renaudin : Badou
- Manon Corneille
- Valentin Cherbuy
- Clara Do Espirito : Jake
- Alice Orsat : Zawadi
- Pauline Brunel
- Quentin Moschini : Monroe
- Patrice Baudrier : Rataxès, Crocodylus, Zéphyr (2e voix)
- Vincent de Boüard : Dilash, Pom, Andy
- Thomas Sagols : Tersh, Zéphyr (1re voix)
- Anouck Hautbois : Rhudy
- Georges De Vitis
- Pascal Sellem
- Sophie Deschaumes : Strich
- Alexis Tomassian : L’interprète du générique

- Version française
  - Société de doublage : Audi'Art[4]
  - Direction artistique : Coco Noël
  - Adaptation des dialogues : Marianne Rabineau et François Bercovici.

 Source et légende : version française (VF) sur RS Doublage

### Doublage québécois
- Valérie Gagné : Badou
- Chantal Baril : Lady Rataxès
- Patrick Chouinard : Héropotamus
- Claudine Chatel : Reine Céleste
- Alexandre Fortin : Dilash
- Daniel Picard : Crocodylus / M. Floody
- Émilie Bibeau : Jake
- Aline Pinsonneault : Candy
- Charles Préfontaine : Cornélius
- Pierre Chagnon : Roi Babar
- Denis Roy : Pom / Chef
- Hugolin Chevrette : Rhudi
- Stéphane Rivard : Lord Rataxès
- Philippe Martin : Andi
- Olivier Visentin : Monroe / Zéphir
- Claudia-Laurie Corbeil : Chikou
- Catherine Bonneau : Zawadi / Sleek
- Marc-André Bélanger : Prospero
- Nicolas Bacon : Tersh
- Michèle Lituac : Mme Strich

 Source et légende : version québécoise (VQ) sur Doublage.qc.ca

## Liste des épisodes

### Saison 1
1. Piège à espions
2. L'atchoumite
3. Danse avec Badou
4. Le jardin secret
5. Fête des souvenirs
6. Au bain!
7. Ça trompe énormément
8. La fanfare de Célesteville
9. Escapade dans la jungle
10. Camping au palais
11. Le rugissement du zèbre
12. Heropotamus
13. La visite de Lulu
14. Soupe de banane et chocolat
15. Picator
16. La chasse aux truffes
17. Le concours de cerf-volant
18. La bataille dans le ciel
19. Vie sauvage
20. La valise secrète
21. Jake et le grand livre de souvenirs
22. Le trésor de Babar le Rouge
23. La clé
24. La guerre de la grotte
25. Une aventure de singe
26. L'étoile d'or
27. Le croqueur
28. Le rêve mademoiselle Strich
29. Bob
30. Prospero
31. Le pouvoir des fleurs
32. Le grand livre des rayures
33. Le rhinocérubis
34. Andi Dandy
35. Le tournoi de frappe-volant
36. Le bal de la banane
37. La fête des contrées
38. Course vers la savane
39. Caprice de Rhino
40. Le portrait royal
41. Le mystère de la noix de coco
42. Héros, oh!
43. L’œuf de dinosaure
44. Le voleur de pierre
45. Les patins ailés
46. Le cadeau de dame Rataxès
47. L'anniversaire de Jake
48. La Garde Royale!
49. L'herbe arc-en-ciel
50. Sans blague!
51. La lune, l'étoile et le soleil
52. Les mines d'or de Gaxx

### Saison 2
1. En avant les sauveteurs!
2. Le trésor de Trompe Noire
3. Le ricanosaure poilu
4. Les vieux os ont besoin de repos
5. Le crocro volant
6. Crocodylus à votre service!
7. Badou sans défenses
8. Le bâton qui chante
9. Le zip-zap
10. Tous en scène
11. Fausse alerte
12. Le scarabée chantant
13. La boîte à musique
14. Le monstre de la bananeraie
15. La beurk patrouille
16. Pirates en colère
17. L'oiseau de lune
18. La crocoricelle
19. Un jardin plus très secret
20. Un royal serviteur
21. La chasse au courrier
22. Match à Cocoville
23. Babar le pirate
24. Les jeux crocolympiques
25. La reine araignée
26. Le conseil des couronnes
27. Un sauvetage extraordinaire
28. La légende Rugigi
29. Elefan-club
30. Le monstre des marais
31. Badou prince des pirates
32. C'est moi le chef!
33. Badou a des ennuis
34. Un trop gros vœu
35. Le trésor des crocos
36. Randonnée au canyon de Hurlevent
37. Badou pilote d'avion
38. La journée de l'amitié
39. L'anniversaire surprise
40. La course d'aérocyclettes
41. Le totem de la vérité
42. Le crapaud qui sait tout
43. Coup de froid sur Célesteville
44. Seul à la barre
45. Mademoiselle Strich pâtissière
46. Crocodylus roi
47. Le maître de Pikfu
48. Le casque-épic
49. L'eau miraculeuse
50. Cap'taine costaud contre rhino musclé
51. Le roi Badou contre les pirates partie 1
52. Le roi Badou contre les pirates partie 2

### Saison 3
1. La fête des bombonoix
2. Le chat-garou
3. La flûte des rois
4. Le cadeau parfait
5. Prêt à décoller
6. Badou, le roi de la savane
7. Le mâchouilleur
8. Le scarabée doré
9. Le masque d'émeraude
10. La course dans les marais
11. Le prince du cocoball
12. Maman Strich
13. Le concours de chant
14. L'entraînement de Pikfu
15. Le joyau des singes
16. Le babarathlon
17. La randonnée de Galope
18. Les fétidiums
19. Fantoma
20. Horville le pirate
21. L'amoureux de melle Strich
22. Le concert de crocomuse
23. La statue de la reine Cléo
24. La vallée des éléphants verts
25. Le portrait de dame Rataxès
26. Le trésor des éléphants verts

## Évolution des personnages
La plupart des personnages principaux de la série d'origine sont présents : Babar et Céleste sont toujours roi et reine de Célesteville, Pom, le fils ainé de Babar et Céleste, est devenu architecte et a épousé une éléphante nommée Pervenche. Avec elle, ils ont eu un enfant, Badou.
Zéphyr quant à lui est devenu père d'une fille appelée Chikou, mais on ignore qui est sa femme mais il semblerait qu'elle soit la fille du général des singes. Cornelius est toujours le conseiller de Babar et a recueilli un renardeau orphelin, Jake. Rataxès et Dame Rataxès ont un petit-fils nommé Rhudy qui est sûrement le fils de Victor, leur unique enfant.
La plupart des personnages secondaires laissent leur place aux nouveaux personnages cités dans le paragraphe précédent : les autres enfants de Babar, Alexandre, Flore et Isabelle, sont seulement mentionnés. Arthur, le cousin de Babar et frère de Céleste, Pompadour, l'autre conseiller de Babar, ainsi que son assistant Troubadour, le chef cuisinier éléphant, Victor, le fils de Rataxès, la Vieille Dame et Basile, le conseiller de Rataxès, ont eux disparu, cela probablement été fait volontairement par les créateurs de la série.